# Hofkirchen, Passau
Hofkirchen là một đô thị ở huyện Passau bang Bayern thuộc nước Đức.